# 512년

## 연호
- 남량(南梁) 천감(天監) 11년
- 북위(北魏) 영평(永平) 5년 / 연창(延昌) 원년

## 기년
- 남량(南梁) 무제(武帝) 11년
- 북위(北魏) 선무제(宣武帝) 13년
- 신라(新羅) 지증왕(智證王) 13년
- 고구려(高句麗) 문자명왕(文咨明王) 22년
- 백제(百濟) 무령왕(武寧王) 12년

## 사건
- 6월 - 하슬라주(何瑟羅州) 군주 이사부(異斯夫), 우산국 정벌.